# Полавдер, Луция
Люция Полавдер (словен. Lucija Polavder; род. 15 декабря 1984, Целе) — словенская дзюдоистка, призёр Олимпийских игр.
Полавдер дебютировала на летних Олимпийских играх 2004 года в Афинах, но не смогла завоевать медаль. На летних Олимпийских играх 2008 года в Пекине Полавдер взяла бронзу, став второй словенской дзюдоисткой, выигравшей олимпийскую медаль (после Уршки Жолнир в 2004 году).